# 芭蕉乡 (紫阳县)
芭蕉乡是中国陕西省安康市紫阳县下辖的一个乡。

## 行政区划
芭蕉乡下辖以下行政区：
钟林村、芭蕉村、鸡鸣村、显钟村、三营村、天生桥村